# Неллі О'Браєн
Неллі О'Браєн (англ. Nelly O'Brien; пом. 1768) — добре відома свого часу британська красуня і куртизанка. Була близьким другом видатного художника Джошуа Рейнольдса, якому вона неодноразово позувала у 1760—1767 роках, і який написав її портрет, що експонується зараз у Зібранні Воллеса. У час створення портрета Неллі О'Браєн була коханкою Фредеріка Сейнт-Джона, 2-го віконта Болінгброка, якому вона народила принаймні одну дитину. Немає ніяких свідоцтв того, що портрет було написано на замовлення, вважається, що Рейнольдс написав його, швидше за все, спеціально для демонстрації своїх навичок.